# Patricia Hoytink-Roubos
R.P. (Patricia) Hoytink-Roubos (Heerhugowaard, 27 mei 1972) is een Nederlands politica en bestuurster. Ze is lid van het CDA. Sinds 18 april 2019 is ze burgemeester van Overbetuwe.

## Maatschappelijke loopbaan
Hoytink-Roubos was opgeleid en werkzaam als verpleegkundige. Na de geboorte van haar twee dochters besloot zij tijdelijk te stoppen met werken om voor haar kinderen te zorgen. Later was ze werkzaam bij de Stichting Studiecentrum Rechtspleging, het opleidingsinstituut van de rechterlijke organisatie. Ze studeerde naast haar politieke loopbaan ook nog Bestuurskunde & Overheidsmanagement aan de Hogeschool Saxion.

## Politieke loopbaan
In 2004 werd Hoytink-Roubos actief voor het CDA, als fractie-assistent in de toenmalige gemeente Ruurlo. Van 2005 tot 2010 was Hoytink-Roubos plaatsvervangend commissielid Ruimtelijk Domein in de gemeente Berkelland en na de gemeenteraadsverkiezingen van 2010 tot 2014 raadslid en commissielid Bestuur. Na de gemeenteraadsverkiezingen van 2014 tot haar wethouderschap in mei 2014 was ze korte tijd fractievoorzitter.
Van 2014 tot 2018 was zij wethouder met in haar portefeuille het ontwikkelprogramma “Veranderende samenleving vernieuwd bestuur”, burgerinitiatieven, bestuurlijk aanspreekpunt grote kernen/wijkorganisaties, demografische ontwikkelingen, wonen, ruimtelijke ordening grote kernen en stads- en dorpsvernieuwing en was ze de vierde locoburgemeester.  Na de gemeenteraadsverkiezingen van 2018 tot haar burgemeesterschap in april 2019 had ze in haar portefeuille verbindend besturen, ruimtelijke ordening, wonen, demografische ontwikkeling, Omgevingswet, P10, vitaal platteland en asbestverwijdering en was ze de eerste locoburgemeester.

## Burgemeester van Overbetuwe
Op 26 februari 2019 werd zij door de gemeenteraad van Overbetuwe voorgedragen als nieuwe burgemeester. Op 5 april 2019 werd zij benoemd per 18 april 2019 en op die datum werd zij ook geïnstalleerd. Ze kreeg openbare orde & veiligheid (exclusief informatieveiligheid), representatie, juridische zaken, evenementenvergunningen, communicatie, integriteit, personeel & organisatie, regionale samenwerking en toezicht & handhaving in haar portefeuille.
Hoytink-Roubos werd lid van het algemeen- en dagelijks bestuur van de Veiligheids- en Gezondheidsregio Gelderland-Midden (VGGM), bestuurslid van de Geurt van Lonkhuyzen Stichting, bestuurslid van het Gelders Genootschap, lid van de raad van toezicht en de financiële ommissie van het Nederlands Openluchtmuseum, lid van de stuurgroep Landelijke Agenda Suïcidepreventie, voorzitter van de stuurgroep NatuurInclusieve Landbouw Gelderland, bestuurslid van de Euregio Rijn-Waal, lid van het algemeen bestuur van de Regio Arnhem Nijmegen en lid van het College van Dienstverleningszaken van de Vereniging van Nederlandse Gemeenten (VNG).
Op 3 december 2024 werd ze aanbevolen voor een tweede termijn als burgemeester van Overbetuwe.

## Persoonlijk
Hoytink-Roubos is gehuwd en moeder van twee dochters. Zij is geboren in Heerhugowaard en verhuisde later naar Haarlem. Van 2005 tot haar burgemeesterschap woonde ze in Ruurlo en sindsdien in Elst.